# Šarinci
Šarinci (szerbül: Шаринци), település Bosznia-Hercegovinában, a Bosanska Krajina és a Bosanska Posavina közötti átmeneti területen, Prnjavor község területén, a Szerb Köztársaságban. 

## Fekvése
Bosznia-Hercegovina északi részén, Banja Lukától légvonalban 29, közúton 44 km-re keletre, községközpontjától légvonalban 10, közúton 18 km-re délnyugatra fekvő dombvidéken, 185-338 méteres tengerszint feletti magasságban található. Šarinci falu Prnjavor község délnyugati részén található, Čelinac község területének közelében. Branešci, Brezik, Vršani, Vijačani és Stara Dubrava falvakkal határos. Šarinci dombos területen, a Posavina dombvidékéről a síkvidékre való átmeneten a Ljubić-hegység közelében található. A falu legmagasabb pontja a Šarić Gaj, amely már a Ljubić-hegység része.

## Népessége
| Nemzetiségi csoport | Népesség 1991 | Népesség 2013 |
| ------------------- | ------------- | ------------- |
| Szerb               | 846           | 525           |
| Bosnyák             | 0             | 1             |
| Horvát              | 1             | 2             |
| Jugoszláv           | 8             | 0             |
| Egyéb               | 7             | 3             |
| Összesen            | 862           | 531           |

## Története
A térség 1878-ig tartozott az Oszmán Birodalomhoz, ekkor a berlini kongresszus határozata alapján az Osztrák-Magyar Monarchia része lett. 1879-ben az első osztrák-magyar népszámlálás során a Prnjavori járáshoz tartozó településnek 51 háztartása és 438 ortodox lakosa volt. 1910-ben a Prnjavori járáshoz tartozó településen 85 háztartást, 547 ortodox és 4 muszlim lakost találtak. A monarchia szétesésével 1918-ban előbb a Szerb-Horvát-Szlovén Királyság, majd 1929-től a Jugoszláv Királyság része. 1921-ben a községnek 93 háztartása és 553 lakosa volt. Az 1929-es törvény értelmében, amikor Bosznia-Hercegovinát négy banovinára, Drinskára, Vrbaskára, Zetskára és Primorskára osztották, a település a Vrbaska banovina része lett, amelynek székhelye Banja Luka volt Jugoszlávia megszállása után a Független Horvát Állam (NDH) része lett. A második világháború után a település a szocialista Jugoszláviához tartozott. A daytoni békeszerződést követő területfelosztásnál a település Prnjavor község részeként a Szerb Köztársaság területéhez került.

## Gazdaság
Šarinac lakói főként földműveléssel, állattenyésztéssel, elsődlegesen tejtermeléssel foglalkoznak.

## Kultúra
- Šarinci faluban a Szentháromság-templom közelében három hagyományos vallási összejövetelt tartanak. A lakosság első nagy vallási összejövetele az ortodox karácsony napján (január 6-án) van, amikor a templomkertek és a plébániaház előtt minden ember boldogsága és egészsége érdekében karácsonyfát állítanak, amit énekkel és tánccal kísérnek.[3]

- A Szentlélek eljövetelének ünnepén nagy vallási összejövetelt is tartanak.[3]

- Szeptember 21-én, a Szűz Mária születésének napján (népiesen a Kisasszony ünnepén) kerül sor a lakosság harmadik, egyben utolsó nagyobb vallási összejövetelre, amely egyben Šarinaci település ünnepe is.[3]